# Molophilus perproductus
Molophilus perproductus là một loài ruồi trong họ Limoniidae. Chúng phân bố ở miền Australasia.